# تشوللو (تشاراويماق)
تشوللو (بالفارسية: چوللو) هي منطقة سكنية تقع في Charuymaq-e Jonubesharqi Rural District في إيران. يقدر عدد سكانها بـ 17 نسمة .